# WPT Mors
Der WPT Mors (aus dem Polnischen Wóz pogotowia technicznego; wörtlich auf Deutsch Technisches Einsatzfahrzeug) ist ein polnischer leichter Bergepanzer, der auf dem russischen MT-LB basiert, der in der VR Polen seit den 1970er-Jahren von Huta Stalowa Wola in Lizenz gefertigt wurde. Er dient als fahrende Werkstatt und hat die Aufgabe, die liegen gebliebene Panzerfahrzeuge bis zu 14 Tonnen Masse (einschließlich BWP-1) zu reparieren oder abzuschleppen.

## Technik
Im WPT Mors befindet sich der Platz des Kommandanten auf der rechten Fahrzeugseite, der Fahrer sitzt links und verfügt über eine eigene Ein- bzw. Ausstiegsluke. Über dem Kommandantenplatz befindet sich eine teilverglaste Kuppel mit Nachtsichtgerät und NSW-Maschinengewehr des Kalibers 12,7 mm aus sowjetischer Produktion. In der Mitte des Fahrzeuges befindet sich das Antriebsaggregat, ein Viertakt-Dieselmotor des Typs JaMS-238W, der in der VR Polen in Lizenz produziert wurde. Der längs zur Fahrzeugachse angeordnete Dieselmotor mit Direkteinspritzung hat einen Hubraum von 14,86 l und leistet 240 PS (177 kW) bei 2100 min−1. Ein mechanisches Getriebe mit Untersetzung ist eingebaut (6 Gänge vorwärts, ein Rückwärtsgang). Der WPT Mors ist mit der sowjetischen UKW-Funkstation R-123 und der der Bordsprechanlage R-124 ausgestattet.
Wie der MT-LB, so ist auch der WPT Mors amphibisch und kann im Wasser Geschwindigkeiten von 6 bis 8 km/h erreichen.

## Ausrüstung
- 1 Hauptseilwinde mit 60 kN Zugkraft
- 1 Kran mit einer maximalen Hubkraft von 15 kN
- Elektro-, Gasschweiß- und Schneidegeräte
- Diverse Werkzeuge